# Symphony Three
Symphony Three è un singolo di Marina Barone con lo pseudonimo Beba, del 1985, pubblicato in formato 7" e 12" da Duck Gold/Duck Record e distribuito da Durium.

## Tracce
Lato A
1. Symphony Three (J.M. Hilleren – A. Li Calzi – P. Romano)

Lato B
1. Symphony Three (instrumental) (J.M. Hilleren – A. Li Calzi – P. Romano)

## Crediti
- P. Romano - produzione artistica, arrangiamenti
- Dado - arrangiamenti